# Кильский договор (1867)
Кильский договор был подписан 23 февраля 1867 года между великим герцогом Петром II Ольденбургским и Пруссией, по которому герцог Петр Ольденбургский уступил свои права на Гольштейн Пруссия.

## Предыстория
В результате германо-датской войны Пруссия и Австрия постарались оградить Шлезвиг, Гольштейн и Лауэнбург от прочих германских государств (Ганновера, Саксонии и других). По австро-прусскому соглашению 1865 года Гольштейн перешел под контроль Австрии, а Шлезвиг — Пруссии. В результате австро-прусской войны 1866 года Пруссия изгнала австрийцев из герцогства Гольштейн. Австрия уступила свои права на Шлезвиг и Гольштейн Пруссии. Великим герцог Ольденбургский Петр II заявил о своих претензиях на наследство части Гольштейна. Целью Ольденбурга было объединить Любекское княжество, которое было разделено на две части после Пленского договора 1843 года, и объединить его в одну область.

## Содержание договора
По Кильскому договору, заключенному в Киле 23 февраля 1867 года, Пруссия уступила Петру II Ольденбургскому в обмен на отказ от его притязаний на престол.
- Поместья Экхорст, Мори (с Кляйн Штайнраде и Равенсбуш) и Штокельсдорф (с Мариенталем и Факенбургом), принадлежащие Гольштейну и находящиеся в Любеке[источник не указан 1636 дней].
- Принадлежащие Голшейтнам деревни Бёбс и Швохель, принадлежащие больнице Хайлиг-Гейст в Любеке[источник не указан 1636 дней].
- Суверенитет над Дикзе[источник не указан 1636 дней]
- Пруссия выплатила компенсацию в размере одного миллиона талеров[1].

## Ассоциация с Любекским княжеством
19 июня 1867 года территории, переданные Пруссией, вошли в состав Любекского княжества, которое, таким образом, образовало закрытую единицу и также имело выход к Балтийскому морю.